# Gran Mesquita de Salé

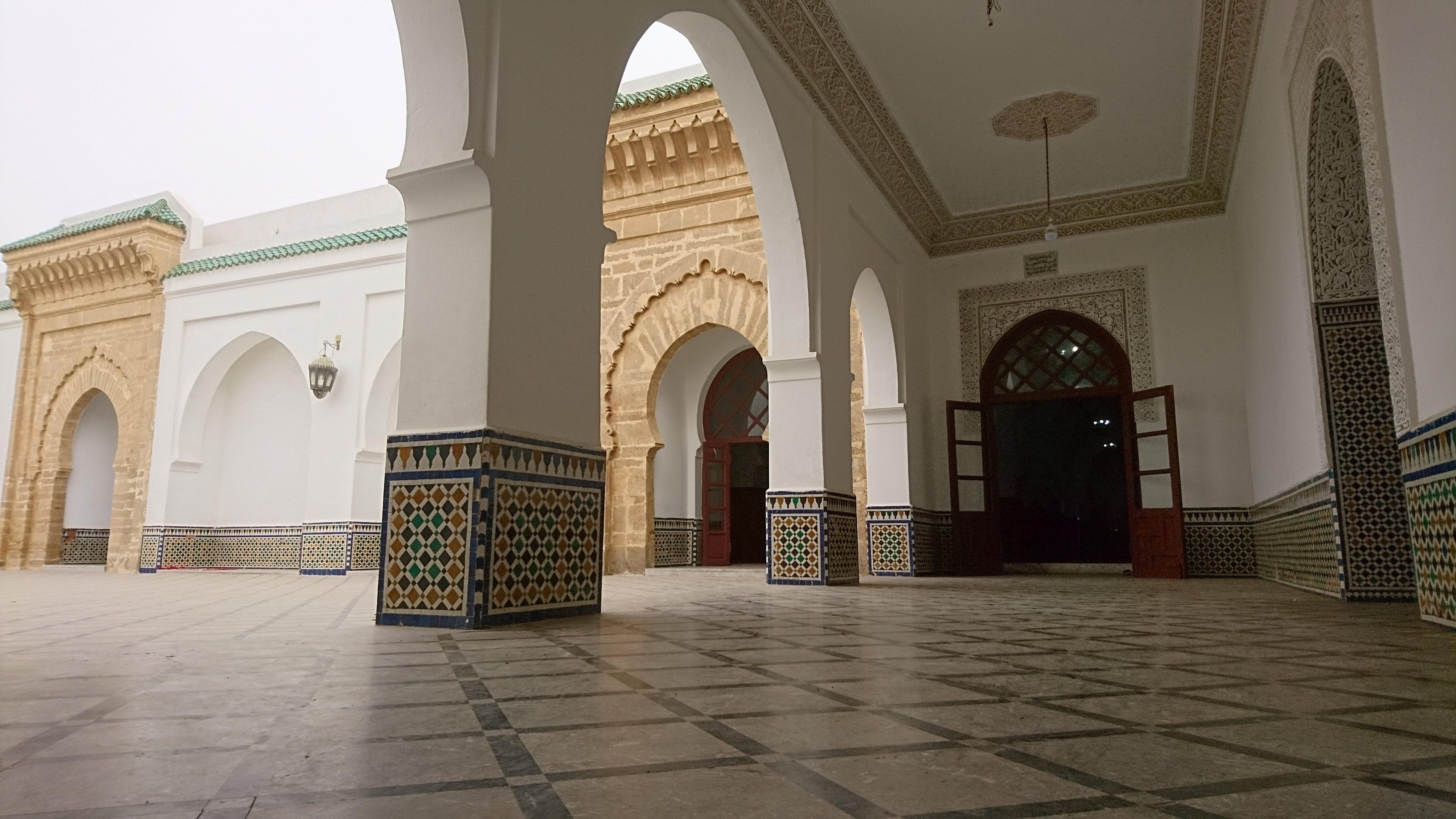
Sala de la Gran Mesquita de Salé

La Gran Mesquita de Salé (àrab: الجامع الأعظم, al-Jāmiʿ al-Aʿẓam), també coneguda com Mesquita al-Tal'a, és la mesquita aljama de la ciutat de Salé, al Marroc. Amb una superfície de 5.070 m², és la tercera mesquita més gran del Marroc i la van construir entre el 1028 i el 1029. Ha estat destruïda i reconstruïda algunes vegades. Fou erigida en els estils arquitectònics almoràvit i almohade i tenia nou arcs. Va ser severament danyada en el Bombardeig de Salé del 1851, i la tancaren breument durant el Protectorat colonialista francés.

## Història
La Gran Mesquita de Salé fou edificada sota les ordres de Tamim ibn Ziri, cap de la tribu amaziga dels Banu Ifran, els 1028 i 1029, i la restauraren i ampliaren al 1196 sota les ordres del califa almohade Abu-Yússuf Yaqub al-Mansur, i això la va convertir en la tercera mesquita més gran del Marroc, després de la Mesquita de Hassan II de Casablanca i la mesquita de la Universitat d'al-Qarawiyyin de Fes.
Segons l'historiador Abd Al-Mun'im Al-Hasidi, 700 esclaus francs, és a dir cristians, varen participar-ne en la reconstrucció sota les ordres d'al-Mansur, i la reconstrucció hi afegí una madrassa en l'àrea circumdant i va subministrar un lloc amb aigua que venia de la font In Barka a la Mamora. El 1260, va ocórrer la batalla de Salé entre la flota del rei Alfons X de Castella i els habitants del port marroquí de Salé durant el Sultanat marínida. La ciutat fou ocupada per les forces castellanes i 3.000 dones, xiquets i xiquetes i ancians de la ciutat foren aplegats a la mesquita i conduïts com a esclaus a Sevilla.
El 1851, Salé fou bombardejada per les forces franceses de Napoleó III al comandament de l'almirall Louis Dubourdieu, i la mesquita fou severament danyada per sis bales de canó.
Durant el govern colonial francés sobre el Marroc, la mesquita s'utilitzà per a reunions independentistes en la dècada dels 1930, dirigida per persones com ara Said Hajji, Ahmed Maâninou, Boubker el-Kadiri i Abu Bakr Zniber.
Era el lloc perfecte per a despertar la consciència del sentiment sobiranista de la població. Més tard, el protectorat colonial francés va tancar-la per a evitar el ressorgiment independentista.

## Arquitectura

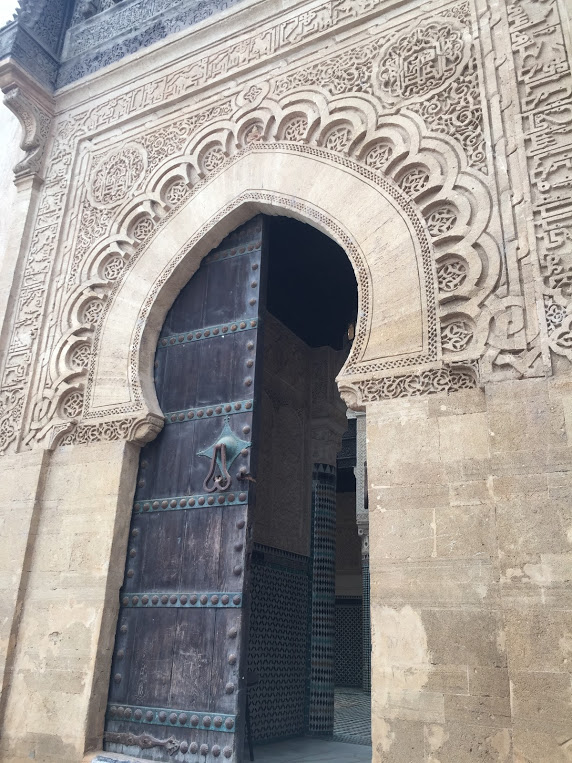
Una de les portes d'entrada

La Gran Mesquita de Salé té planta trapezoidal, com és habitual en els temples almohades, i conté nou portes que inclouen:
- la principal, al mur de l'alquibla,[7] i
- la monumental, decorada amb arcs polilobulats fets amb pedra de Salé.[8]

El minaret, després d'haver sofert diversos atacs, el va reconstruir el soldà Mulay Adderrahman ibn Hicham al 1840, seguint l'arquitectura i disseny amb què s'havia edificat originàriament.